# Thiomonas thermosulfata
Thiomonas thermosulfata es una bacteria gramnegativa del género Thiomonas. Fue descrita en el año 1997. Su etimología hace referencia a termófila productora de sulfato. El primer aislado fue en 1996, y se describió como Thiobacillus thermosulfatus. Es aerobia y móvil por flagelo polar. Tiene un tamaño de 0,9 μm de ancho por 1,3-2,3 μm de largo. Forma colonias redondas y pequeñas, translúcidas y con depósitos de azufre en el centro. Temperatura de crecimiento entre 34-65 °C, óptima de 50 °C. Se ha aislado de lodos ricos en azufre. 